# Алгология
Алгологията е наука, изучаваща водораслите. Името произлиза от латинското Algae – водорасло и Logos – наука.